# San Gimignano
San Gimignano dombtetőn épült középkori település és egyben község (comune) Toszkánában, Olaszországban Sienától északnyugatra, Firenzétől délnyugatra. Tökéletes állapotban maradtak fenn a középkori építészet emlékei, a városfal, és a lakótornyok, melyek a város nevezetességei mind a mai napig. Ezekről kapta a „Tornyok városa” becenevet is.  San Gimignano híres fehér boráról, a Vernaccia di San Gimignanoról is, melyet a környéken termesztett szőlőből állítanak elő.

## Története
San Gimignano egy ókori település romjaira épült, melyet az etruszkok i. e. 3. században alapítottak. A várost a 10. század óta nevezik San Gimignanonak, Szent Geminianus püspök neve után, aki a hagyomány szerint megvédte az itáliaiakat Attila hunjaitól.
A középkorban és a reneszánsz időkben a Rómába vezető zarándokút (via Francigena) egyik fontos megállója lett. A város fejlődését ennek és mezőgazdasági termékek kereskedelmének köszönhette.
1199-ben a város függetlenítette magát Volterra város püspökségétől. A városi zavargások gyakoriak voltak, ennek elsősorban a guelf-ghibelin megosztottság volt az oka.
Szent Fina, vagy Serafina 13. századi olasz szent San Gimignanóban született 1238-ban, halálának napjáról – 1253. március 12. – azóta is megemlékeznek minden év március 12-én a városban. Tiszteletére szentélyt emeltek, állítólagos háza mind a mai napig megtekinthető.
1300. március 8-án fogadták Dante Alighierit is, aki mint a toszkán guelf liga képviselője látogatott a városba.
San Gimignano gazdasága 1348-ig virágzott, amikor az európai pestisjárvány következményeként csaknem egészen elnéptelenedett. Ezután másodlagos sorba süllyedt Toszkánában, a vezető szerepet Firenze vette át. A város fejlődésének megtorpanásának is köszönhető, hogy napjainkig fennmaradtak a középkori vár maradványai, konzerválódott a középkori városstruktúra, megőrződtek a több mint 6-700 éves templomok, lakóházak, lakótornyok és ennek következményeként San Gimignano mind a mai napig az Olaszországba utazó turisták egyik fő célpontja.

## Főbb látnivalók
A középkori Itáliában a gazdag nemes vagy polgári családok hatalmuk és gazdagságuk mintegy presztízs-szimbólumaként a városokban mind nagyobb, magasabb kőből épült tornyokat emeltek, melyek elsősorban lakásként, de nemritkán erődként funkcionáltak. Amíg más városokban, így Bolognában vagy Firenzében a legtöbb ilyen lakótorony a háborúk, földrengések, tűzvészek, vagy a város-átépítések áldozata lett, addig San Gimignano 13 lakótornyának sikerült túlélnie a történelem viharait, és így a város szimbólumaivá válniuk. A tornyok közül csak egy, a Torre Grossa látogatható. 
Számos templom, kápolna található a városban, a legismertebbek közül az egyik a Collegiata katedrális, a másik a Szent Agostino templom, freskóik és szobraik, domborműveik a középkori művészet egyedülálló alkotásai.
A városháza (Palazzo del Popolo) tanácstermének büszkesége Lippo Memmi nagyméretű Maestája (1317). Napjainkban az épület képtárként szolgál, Pinturicchio, Benozzo Gozzoli, Filippino Lippi, Domenico di Michelino, Pier Francesco Fiorentino és más híres művész alkotásai csodálhatók meg.
A város szívében négy kisebb tér található, a Piazza della Cisterna, Piazza Duomo, ahol a Collegiata áll, a Piazza Pecori és a Piazza delle Erbe. A két főutca, amely észak-déli irányban szeli át a várost a Via San Matteo és a Via San Giovanni.

## Közlekedés
A város csak mellékúthálózaton közelíthető meg. A települést az SP1; SP47 és SP127 közutak érintik. A történelmi belvárosba csak külön behajtási engedéllyel lehet közlekedni gépjárművel. 
A település városfalon kívüli részén kiépített fizető parkolók találhatóak. A parkolók szűkek, óránként 2 euróba kerülnek. A település akadálymentes.
A belvárost érintően helyijáratos kisbusz is közlekedik.

## Egyéb
- San Gimignano a szülőhelye Folgore da San Gimignano költőnek (1270-1332).
- A középkori lakótornyok is inspriálták az Essexi Egyetem és a Yale Egyetem építészeit az egyetemi kollégiumi épületek tervezésénél és megépítésénél
- A Tea Mussolinivel című 1999-ben készült Zeffirelli-film története is nagyrészt a városban játszódik.

## Galéria

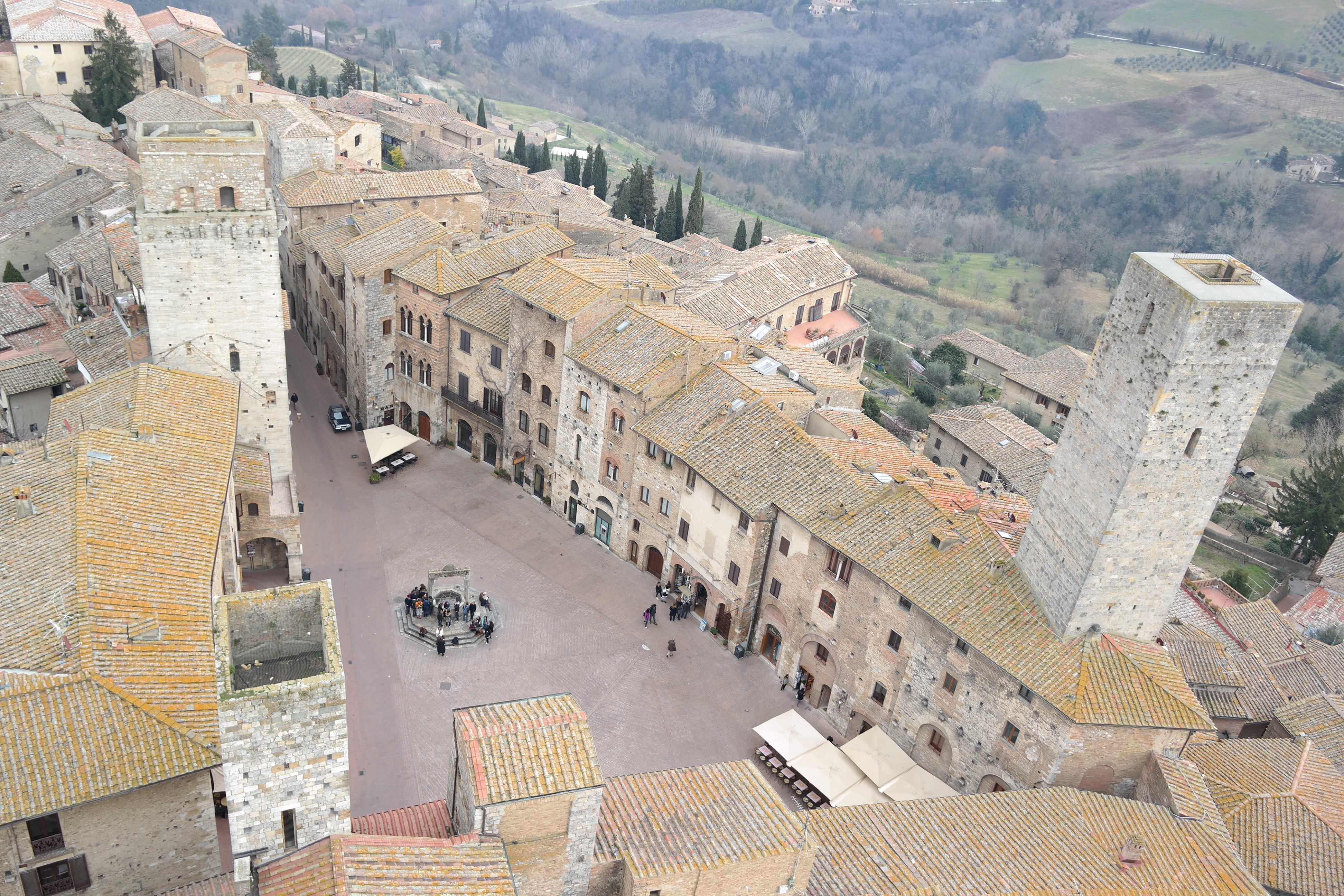
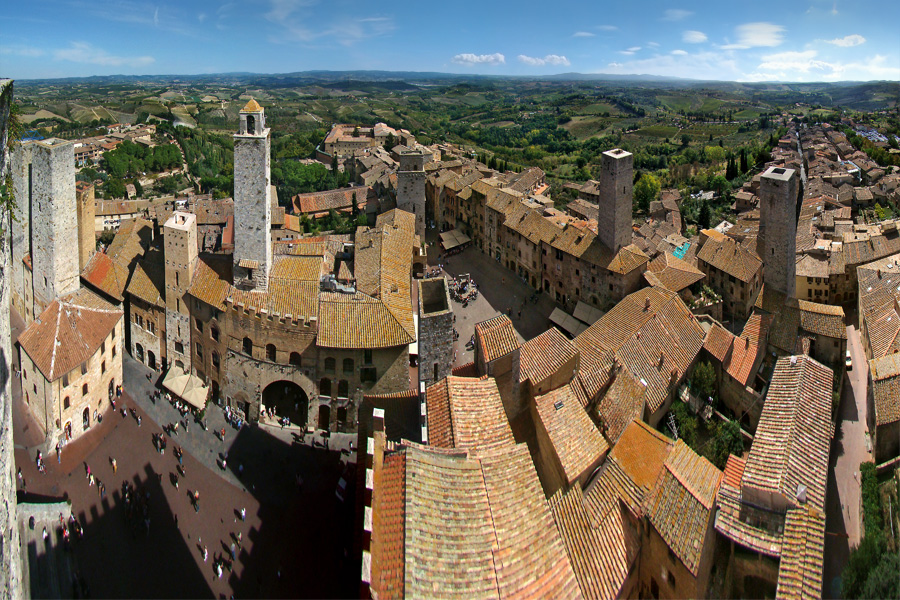
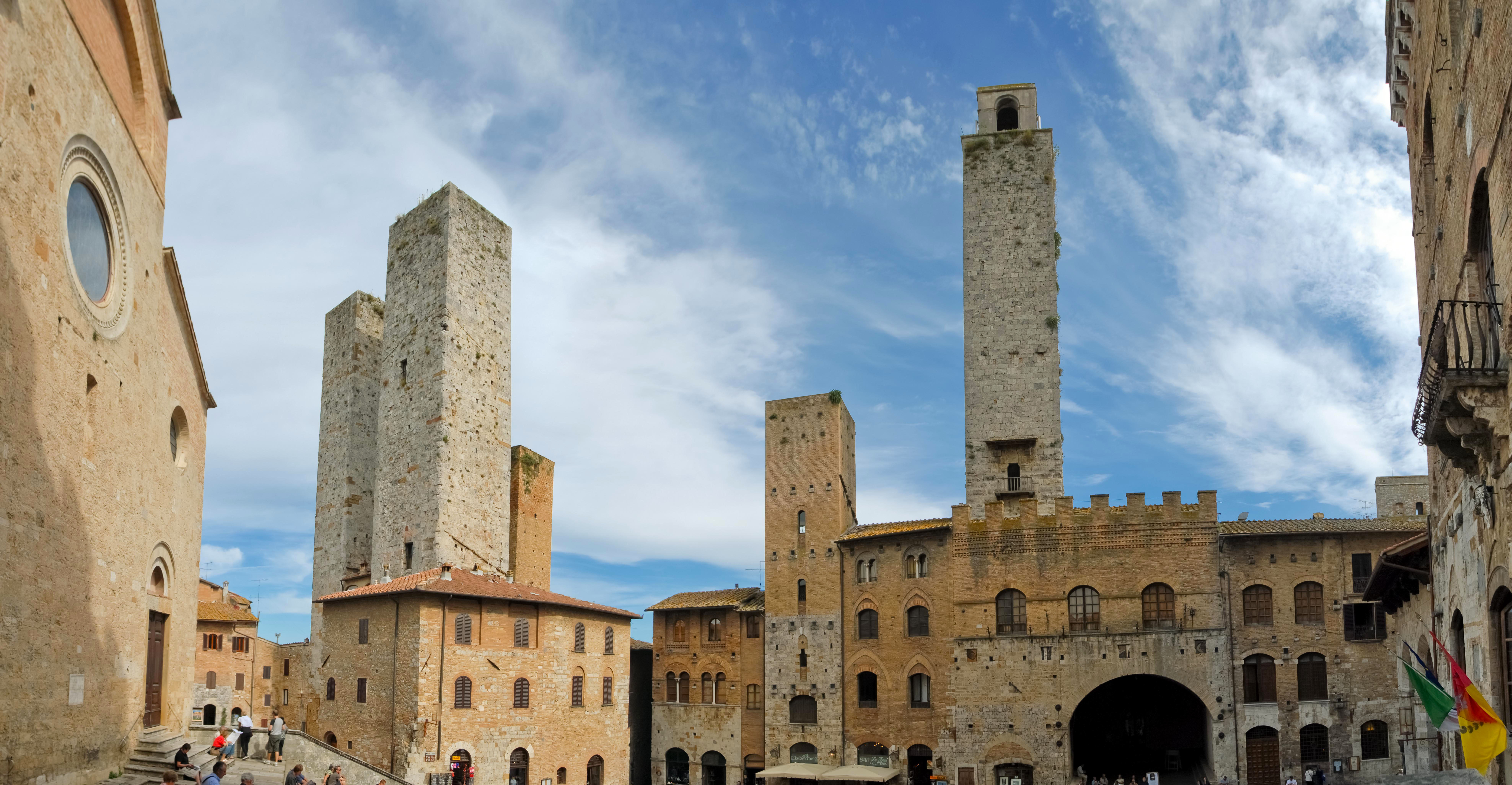
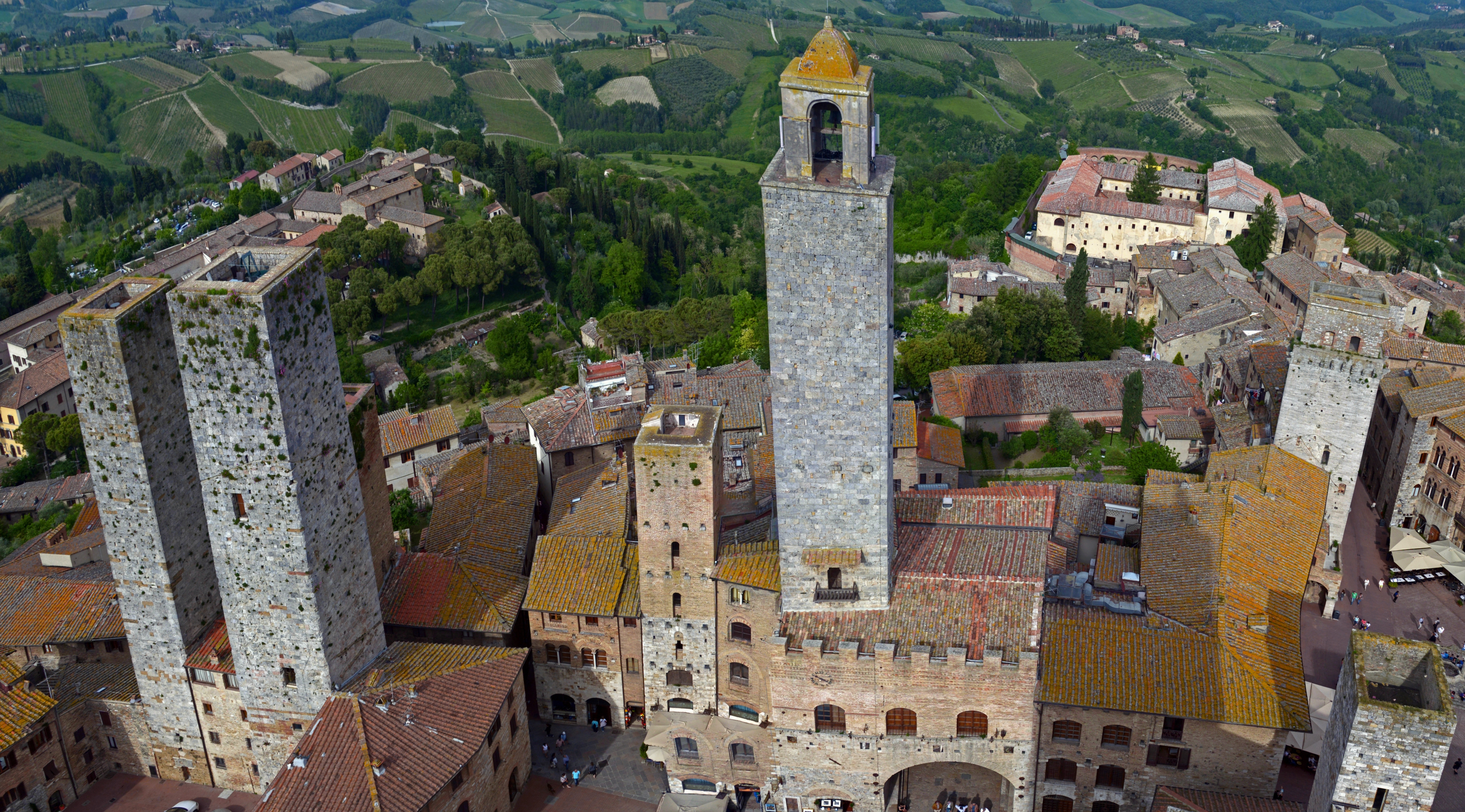
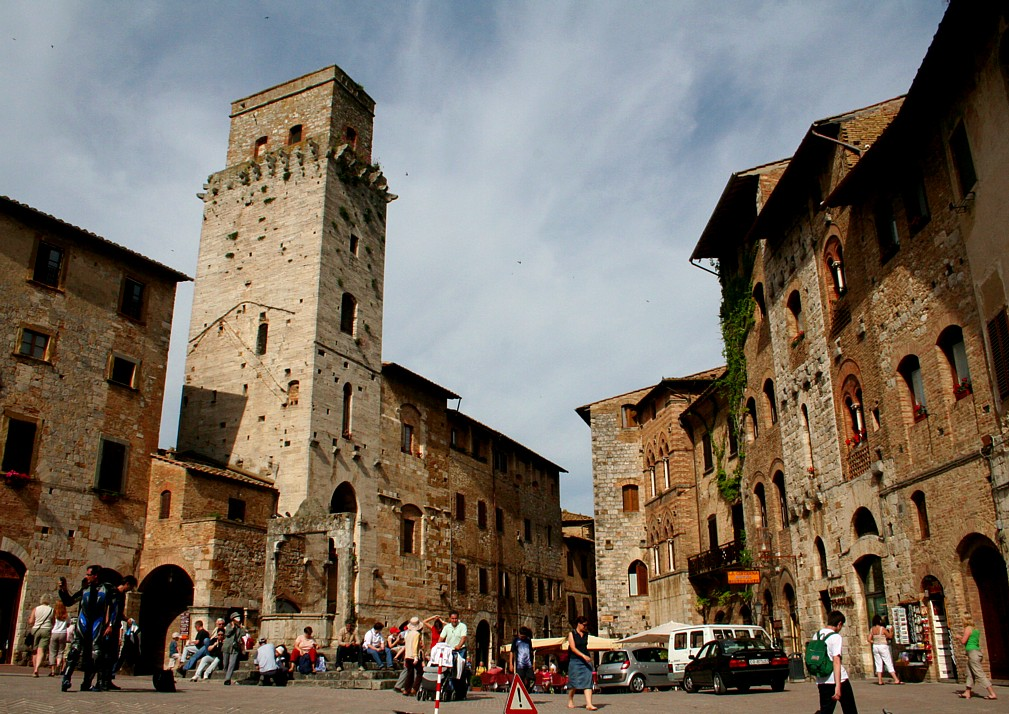
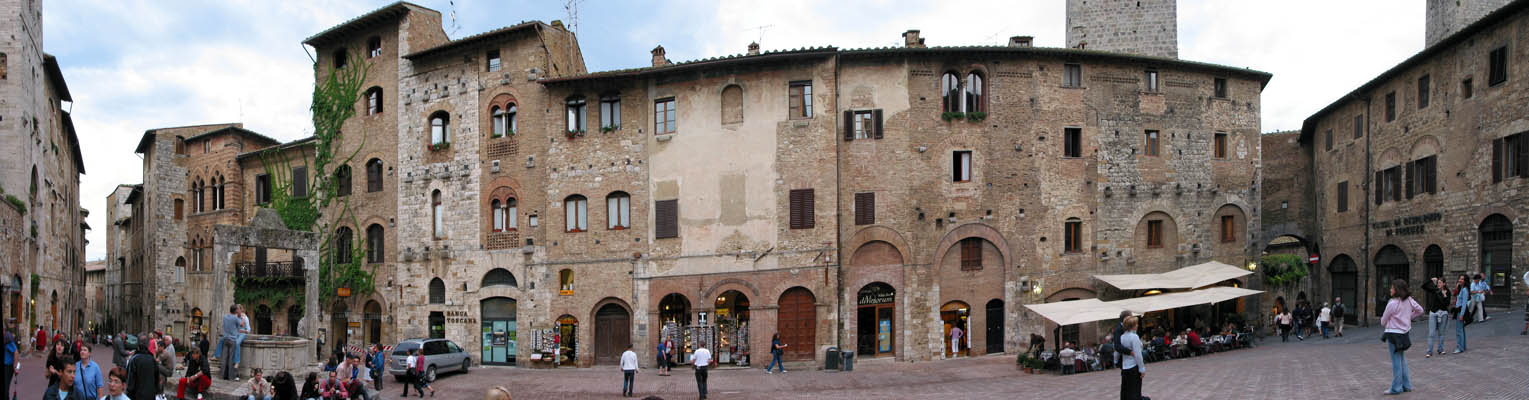
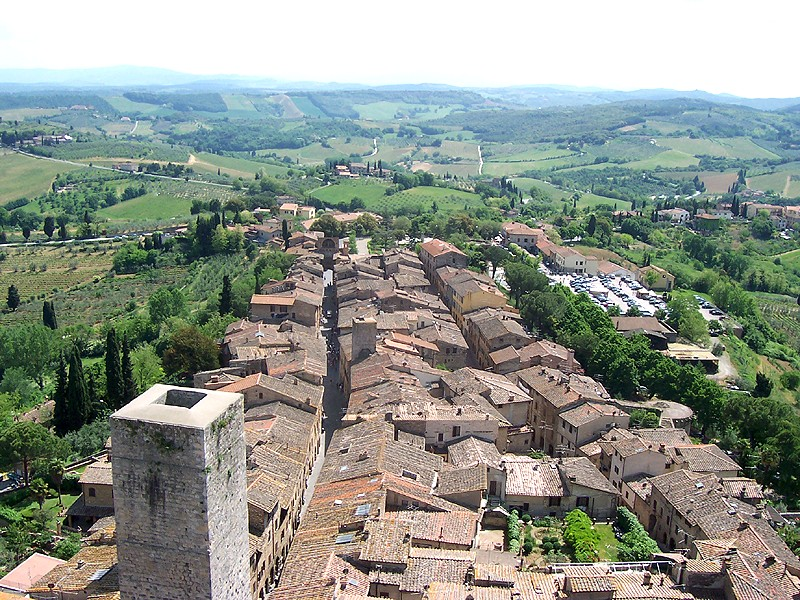